# Ronald Clifford Hockey
Ronald Clifford Hockey, DSO, DFC (4. srpna 1911 Exeter - 21. února 1992 Skotsko) byl britský letec, pilot Královského letectva během druhé světové války. V pozici velitele pilotoval 29. prosince 1941 letoun s výsadkem tří odbojových skupin Anthropoid, Silver A a Silver B do Protektorátu Čechy a Morava.

## Kariéra
Ve svém rodišti absolvoval základní a střední školu, poté studoval na univerzitě v Exeteru a na Imperial College v Londýně. Létat začal v roce 1933, a zpočátku byl zaměstnán v Royal Aircraft Establishment ve Farnborough. V září 1939 byl převelen k RAF, kde byl pro své vynikající schopnosti přidělen ke 24. transportní peruti (tato peruť mj. zajišťovala i přepravu významných osobností na velké vzdálenosti, včetně premiéra Winstona Churchilla). Po porážce Francie byl převelen k 1419. samostatné letce RAF, z níž později vznikla 138. peruť pro speciální operace. Během své letecké služby absolvoval řadu letů s výsadky odbojových skupin ve více zemích Evropy. V době operace Anthropoid měl hodnost leteckého kapitána (flight lieutenant, F/Lt), později byl povýšen do hodnosti plukovníka letectva (group captain, G/C) a byl i velitelem 138. perutě.
Už v noci z 3. na 4. října 1941 se zúčastnil Operace Percentage, když pilotoval letoun, kterým byl do Protektorátu vysazen svob. asp. František Pavelka (cílem bylo okolí Nasavrk na Chrudimsku, ve skutečnosti dopadl u obce Koudelov u Čáslavi na Kutnohorsku).
Necelé tři měsíce nato, 28. prosince 1941 ve 22:00 hodin odstartoval jím vedený čtyřmotorový letoun Handley Page Halifax Mk.II z letiště RAF Tangmere v jihoanglickém Sussexu. Na palubě stroje bylo 15 mužů. Osmičlennou posádku tvořili: hlavní pilot Ron C. Hockey, druhý pilot Kanaďan Dick Wilkin, navigátor Sgt. Holden, palubní technik Sgt. Burke, radista Sgt. Hughes, střelci a pozorovatelé Sgt. Berwich, Sgt. Walton a poslední muž není identifikován. Dále se na palubě nacházel český dispečer Jaroslav Šustr a celkem sedm čs. parašutistů ze tří výsadkových skupin: Anthropoid (rtm. Jozef Gabčík, rtm. Jan Kubiš), operace Silver A (npor. Alfréd Bartoš, rtm. Josef Valčík a svob. Jiří Potůček) a operace Silver B (rtn. Jan Zemek a čet. Vladimír Škacha). Podle letového deníku Jaroslava Šustra bombardér přeletěl francouzské pobřeží u města Le Crotoy (departement Somme), pokračoval kurzem na německý Darmstadt, který přeletěl v 00:42 po půlnoci 29. prosince. Orientaci posádky značně ztěžovalo pokrytí orientačních bodů sněhem. Tím došlo k nepřesné navigaci, kdy posádka zaměnila Plzeň za Prahu, a tak první skupinu Anthropoid vysadila v 02:24 u obce Nehvizdy u Čelákovic v okrese Praha-východ, ač to podle plánu mělo být východně od Plzně u Ejpovic. Ve 2:37 vyskočil výsadek Silver A. Podle plánu to mělo být u obce Vyžice na Chrudimsku, ve skutečnosti se to stalo u obcí Podmoky a Senice na Nymbursku. Ve 2:56 byl vysazen Silver B, ten však místo u Ždírce nad Doubravou seskočil u Kasaliček na Pardubicku. Na zpáteční cestě byl letoun znovu několikrát ostřelován protiletadlovou obranou. Francouzské pobřeží přelétl 29. 12. v 07:20 a v 08:19 přistál zpět na letišti v Tangmere. Úspěšná realizace operace Hockeyem a jeho týmem výrazně ovlivnila dějiny domácího protinacistického odboje. Celý desetihodinový noční let byl mimořádným výkonem na samé hranici tehdejších technických a navigačních možností.
Po šesti letech bojové služby odešel Ronald Clifford Hockey v roce 1946 do zálohy, ale i nadále pokračoval v létání jako instruktor. Žil ve Skotsku, kde zemřel 21. února 1992.
Do Čech přijel v červnu roku 1991, aby osobně poznal místa, kde bojovaly jeho výsadky. Ve dnech 21. a 22. června se účastnil pietního shromáždění v Praze a v Ležákách, byl také slavnostně přijat na pardubické radnici a v Pardubicích navštívil památník Zámeček. Usnesením Zastupitelstva města Pardubice ze dne 31. května 1993 bylo Ronu Cliffordovi Hockeyovi uděleno čestné občanství města Pardubic in memoriam.